# フィル・アトラス
フィル・アトラス（Phil Atlas、1985年2月20日 - ）は、カナダのプロレスラーである。オンタリオ州ウインザー出身。身長175cm。TNAアカデミー・カナダレスリングスクール生で、現在は全日本プロレスに留学という形で来日している。

## 来歴
スコット・ディアモーレのカンナム・レスリングスクール出身。プロレスデビューは2004年5月24日。
2007年6月に、全日本プロレスにジョー・ドーリングと共に留学生として来日。来日後まもなく行われた「武藤祭」にて日本マットデビュー。ジュニア戦線の貴重な戦力として期待される。8月いっぱいで留学期間を終える。
研修期間を終えてからは、WWEのダーク・マッチに参戦するなど活躍。
2008年7月、およそ1年ぶりに全日本プロレスに参戦。ジュニア・ヘビー級リーグ戦に初参戦。
カズ・ハヤシを打ち破るなどの活躍を見せ、その成長を全日本ファンに見せた。

## 得意技
A'sフェースバスター
田口隆祐のどどんと同型。
CK3
変形バックブリーカー。全日本プロレスのジュニア・ヘビー級リーグ戦に参戦したとき、カズ・ハヤシ戦にて披露。この技でカズ・ハヤシを撃破し、勝利をもぎ取った。
クラーグバスター
コーナーからのローリング式スタナー。
フライングヘッドシザース